# Wolf (Schiff, 1906)
Die Wolf war der ehemalige HAPAG-Dampfer Belgravia, der von der Kaiserlichen Marine nach Ausbruch des Ersten Weltkriegs umgebaut und mit Waffen ausgestattet wurde, um als Hilfskreuzer Dienst zu tun. Das Schiff wurde jedoch nach seiner Indienststellung Anfang 1916 beim Auflaufen auf eine Sandbank so schwerwiegend beschädigt, dass es nicht mehr als Hilfskreuzer eingesetzt wurde.

## Ausrüstung als Hilfskreuzer
Im Januar 1916 wurde die Belgravia ausgerüstet und als Hilfskreuzer Wolf unter Korvettenkapitän Curt Hermann in Dienst gestellt. Die Bewaffnung war über das Vorschiff verteilt. Die vier Geschütze standen paarweise vor und hinter dem Fockmast und waren durch Tarnklappen verdeckt. Die beiden Torpedorohre befanden sich jeweils an Backbord und Steuerbord ebenfalls verdeckt hinter Tarnklappen unmittelbar vor dem Brückenaufbau. Das Schiff erhielt eine Nebelmaschine, um es im Gefahrenfall unkenntlich zu machen. Zur Tarnung vor Spionage wurden auch eine Schornstein-Attrappe, falsche Bullaugen und verstellbare Masten eingesetzt.
Die Mannschaften erhielten keine näheren Informationen über den Zweck und das Ziel der bevorstehenden Fahrt. Lediglich die Proviantierung, auch für tropische Breiten, und der Kohlenvorrat deuteten den Matrosen eine längere Feindfahrt an.

## Gescheiterte Feindfahrt
Am 26. Februar 1916 lief die Wolf aus Hamburg zur ersten und einzigen Feindfahrt aus. Schon während des Auslaufens verschlechterte sich das Wetter. Sturm und Schneetreiben kamen auf. Noch am selben Tag lief die Wolf nahe Neuwerk in der Elbmündung auf Grund, wobei die Antriebsanlage wegen der Durchbiegung unbrauchbar wurde. Mit Hilfe der Dampfer Retter und Goliath konnte ein Wassereinbruch unter Kontrolle gebracht werden. Die Schäden waren so schwer, dass die Wolf von mehreren Torpedobooten zurück in den Hamburger Hafen geschleppt werden musste.
Am 28. Februar 1916 wurde der Hilfskreuzer außer Dienst gestellt.

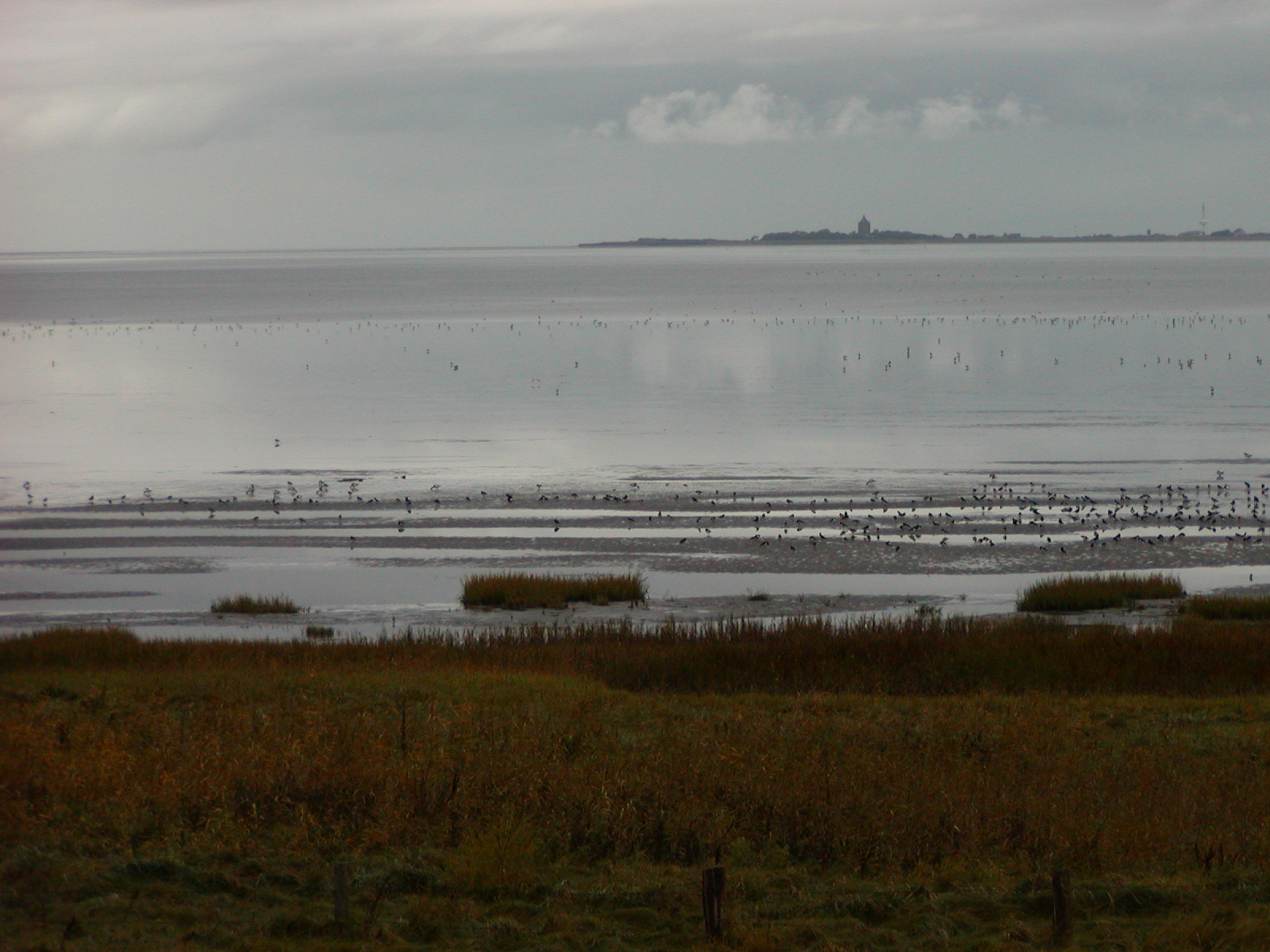
Bei Neuwerk lief die Wolf auf den Grund der Elbmündung

## Verbleib
Am 1. April 1916 wurde das Schiff wiederum als Belgravia an die HAPAG zurückgegeben, die sie auflegte.
Nach dem Ende des Ersten Weltkriegs wurde sie Frankreich als Kriegsentschädigung zugesprochen und am 3. Mai 1919 in Cherbourg ausgeliefert. Die Compagnie Générale Transatlantique in Le Havre kaufte das Schiff, um es 1922 als Iowa eintragen zu lassen. Im April 1934 wurde die Iowa schließlich an eine Abwrackwerft in Genua verkauft und verschrottet.

## Ein Name, zwei Hilfskreuzer
Wenige Monate nach der gescheiterten Feindfahrt der Wolf wurde der Dampfer der Hansa-Linie Wachtfels als Hilfskreuzer umgerüstet und ebenfalls unter dem Namen Wolf in Dienst gestellt. Die Besatzung wurde teilweise übernommen.
Der Schriftsteller Theodor Plievier befand sich als Matrose auf beiden Hilfskreuzern. Die Ausrüstung und gescheiterte Feindfahrt der Ex-Belgravia verarbeitete er in seinem autobiographischen Roman Des Kaisers Kulis.